# Filipe de Württemberg
Filipe Alexandre Maria Ernesto de Württemberg (em alemão: Philipp Alexander Maria Ernst von Württemberg; Neuilly-sur-Seine, 30 de julho de 1838 - Estugarda, 11 de outubro de 1917), foi um príncipe germânico, membro do ramo cadete católico da Casa de Württemberg.
Era o único filho do duque Alexandre de Württemberg com sua esposa, a princesa Maria de Orleães. Seus avós paternos eram o príncipe Alexandre de Württemberg e a princesa Antonieta de Saxe-Coburgo-Saalfeld. Já seus avós maternos eram o rei Luís Filipe I da França e a princesa Maria Amélia das Duas Sicílias.